# جيورجي بيكالي
جيورجي بيكالي (بالرومانية: George Becali) أو جيجي بيكالي (25 يونيو 1958, زغكنا, مقاطعة برايلا) هو مالك نادي ستيوا بوخارست رجل أعمال وسياسي روماني.